# 1996 (album)
Pour l'année, voir 1996.
 (novembre 2014).
Si vous disposez d'ouvrages ou d'articles de référence ou si vous connaissez des sites web de qualité traitant du thème abordé ici, merci de compléter l'article en donnant les références utiles à sa vérifiabilité et en les liant à la section « Notes et références ».
Albums de Ryūichi Sakamoto
Smoochy
(1995) Discord
(1997)
1996 est un album de musique réalisé par le pianiste et compositeur japonais Ryūichi Sakamoto, sorti en 1996.
Il contient une sélection de compositions les plus populaires de Sakamoto ainsi que deux nouvelles réalisations, toutes arrangées pour un trio avec piano standard.
L'arrangement de Bibo no Aozora qui apparaît sur cet album est présent dans plusieurs projets de film et de série télévisée. L'exemple le plus notable est le film Babel (2006), dont la bande-son comporte à la fois la version 1996 et celle de /04.

## Liste des titres
Toutes les chansons sont écrites et composées par Ryūichi Sakamoto.
| 1.    | A Day a Gorilla Gives a Banana (ゴリラがバナナをくれる日, Gorira ga Banana wo Kureru Hi) | Inédit                                         | 1:40 |
| 2.    | Rain                                                                                     | Le Dernier Empereur (Bande originale), 1987    | 3:38 |
| 3.    | Bibo no Aozora (美貌の青空, Beauty of a Blue Sky)                                        | Smoochy, 1995                                  | 6:36 |
| 4.    | The Last Emperor                                                                         | Le Dernier Empereur (Bande originale), 1987    | 5:53 |
| 5.    | 1919                                                                                     | Inédit                                         | 6:22 |
| 6.    | Merry Christmas Mr. Lawrence                                                             | Furyo (Bande originale), 1983                  | 4:46 |
| 7.    | M.A.Y. in The Backyard                                                                   | Illustrated musical encyclopedia, 1984         | 3:29 |
| 8.    | The Sheltering Sky                                                                       | Un thé au Sahara (Bande originale), 1990       | 4:33 |
| 9.    | A Tribute to N.J.P.                                                                      | Illustrated musical encyclopedia, 1984         | 3:17 |
| 10.   | High Heels (Main Theme)                                                                  | Talons aiguilles (Bande originale), 1991       | 3:18 |
| 11.   | Aoneko no Toruso (青猫のトルソ, Torso of a Blue Cat)                                     | Smoochy, 1995                                  | 2:32 |
| 12.   | The Wuthering Heights                                                                    | Les Hauts de Hurlevent (Bande originale), 1992 | 5:20 |
| 52:27 |                                                                                          |                                                |      |

| Edition Royaume-Uni et Europe - 1996 | Edition Royaume-Uni et Europe - 1996      | Edition Royaume-Uni et Europe - 1996  | Edition Royaume-Uni et Europe - 1996 | Edition Royaume-Uni et Europe - 1996 | Edition Royaume-Uni et Europe - 1996 | Edition Royaume-Uni et Europe - 1996 | Edition Royaume-Uni et Europe - 1996 | Edition Royaume-Uni et Europe - 1996 | Edition Royaume-Uni et Europe - 1996 |
| No                                   | Titre                                     | Album original                        | Durée                                |                                      |                                      |                                      |                                      |                                      |                                      |
| ------------------------------------ | ----------------------------------------- | ------------------------------------- | ------------------------------------ | ------------------------------------ | ------------------------------------ | ------------------------------------ | ------------------------------------ | ------------------------------------ | ------------------------------------ |
| 13.                                  | Parolibre                                 | Futurista, 1986                       | 3:22                                 |                                      |                                      |                                      |                                      |                                      |                                      |
| 14.                                  | Acceptance (End Credit) - Little Buddha - | Little Buddha (Bande originale), 1994 | 7:30                                 |                                      |                                      |                                      |                                      |                                      |                                      |
| 15.                                  | Before Long                               | Neo Geo, 1991                         | 3:02                                 |                                      |                                      |                                      |                                      |                                      |                                      |
| 66:26                                |                                           |                                       |                                      |                                      |                                      |                                      |                                      |                                      |                                      |

| Édition japonaise digipack (17 mai 1996) - Réédition japonaise (4 avril 2007) | Édition japonaise digipack (17 mai 1996) - Réédition japonaise (4 avril 2007) | Édition japonaise digipack (17 mai 1996) - Réédition japonaise (4 avril 2007) | Édition japonaise digipack (17 mai 1996) - Réédition japonaise (4 avril 2007) | Édition japonaise digipack (17 mai 1996) - Réédition japonaise (4 avril 2007) | Édition japonaise digipack (17 mai 1996) - Réédition japonaise (4 avril 2007) | Édition japonaise digipack (17 mai 1996) - Réédition japonaise (4 avril 2007) | Édition japonaise digipack (17 mai 1996) - Réédition japonaise (4 avril 2007) | Édition japonaise digipack (17 mai 1996) - Réédition japonaise (4 avril 2007) | Édition japonaise digipack (17 mai 1996) - Réédition japonaise (4 avril 2007) |
| No                                                                            | Titre                                                                         | Album original                                                                | Durée                                                                         |                                                                               |                                                                               |                                                                               |                                                                               |                                                                               |                                                                               |
| ----------------------------------------------------------------------------- | ----------------------------------------------------------------------------- | ----------------------------------------------------------------------------- | ----------------------------------------------------------------------------- | ----------------------------------------------------------------------------- | ----------------------------------------------------------------------------- | ----------------------------------------------------------------------------- | ----------------------------------------------------------------------------- | ----------------------------------------------------------------------------- | ----------------------------------------------------------------------------- |
| 16.                                                                           | Bring them home                                                               | Smoochy, 1995                                                                 | 3:24                                                                          |                                                                               |                                                                               |                                                                               |                                                                               |                                                                               |                                                                               |
| 69:48                                                                         |                                                                               |                                                                               |                                                                               |                                                                               |                                                                               |                                                                               |                                                                               |                                                                               |                                                                               |

## Crédits

### Membres du groupe
- Ryūichi Sakamoto : piano
- Jaques Morelenbaum : violoncelle
- Everton Nelson : violon (titres 1, 3 à 7, 9 à 12 et 14)
- David Nadien : violon (titres 2 et 8)
- Barry Finclair : violon (titres 13 et 15)

### Équipes technique et production
- Clare de Graw, David Rubinson : directeur de production
- Fernando Aponte : ingénieur du son, mixage
- Ted Jensen : mastering
- Joe Lizzi, Jason Goldstein : assistant ingénieur
- Hideki Nakajima : direction artistique, design
- Yoshinori Ochiai : design
- Kazunari Tajima : photographie